# Alexa Liddie
Alexa Liddie (16 de diciembre de 1990) es una deportista estadounidense que compitió en judo. Ganó tres medallas en el Campeonato Panamericano de Judo entre los años 2007 y 2011.

## Palmarés internacional
| Campeonato Panamericano | Campeonato Panamericano    | Campeonato Panamericano | Campeonato Panamericano |
| Año                     | Lugar                      | Medalla                 | Categoría               |
| ----------------------- | -------------------------- | ----------------------- | ----------------------- |
| 2007                    | Montreal (Canadá)          | Medalla de plata        | –44 kg                  |
| 2010                    | San Salvador (El Salvador) | Medalla de bronce       | –44 kg                  |
| 2011                    | Guadalajara (México)       | Medalla de bronce       | –44 kg                  |